# فردریک توماس (بازیکن فوتبال)
فردریک توماس (انگلیسی: Frédéric Thomas؛ زادهٔ ۱۰ اوت ۱۹۸۰) بازیکن فوتبال اهل فرانسه است.
از باشگاه‌هایی که در آن بازی کرده‌است می‌توان به باشگاه فوتبال اوسر و باشگاه فوتبال لو مان اشاره کرد.